# Pomnik żołnierzy Armii Ludowej w Rzeczycy Ziemiańskiej
Pomnik żołnierzy Armii Ludowej w Rzeczycy Ziemiańskiej – pomnik znajdujący się w Rzeczycy Ziemiańskiej upamiętniający żołnierzy Armii Ludowej, którzy zginęli w latach 1942–1944.

## Opis
Pomnik ten znajduje się w centrum cmentarza parafialnego w Rzeczycy Ziemiańskiej. Został postawiony w czasach PRL. Upamiętnia poległych żołnierzy Armii Ludowej, którzy zginęli z walce z niemieckim okupantem w latach 1942–44. Napis głosi: „Bohaterom PPR, GL i AL. Działającym na terenie Rzeczycy Ziemiańskiej w latach 1942-1944”. Na tablicy umieszczonej na pomniku wymienieni zostali: Aleksander Szymański, Władysław Skrzypek, Antoni Paleń, Wacława Marek, Feliks Kozyra, Edward Kubas, Stefan Staręgowski, Jan Płowaś, Edward Szymański, Walenty Kupiec, Jan Sender, Aleksander Ryń, Stefan Szymański, Władysław Wieprzek, Stanisław Skoczylas, Józef Srąg i Mieczysław, Edward Płowaś, Klajman, Franciszek Bielak, Pietrzyk i Zygmunt Szymański.

## Kontrowersje
Część upamiętnionych żołnierzy nie zginęła w walce z Niemcami, a część dopuszczała się zbrodni na żołnierzach podziemia niepodległościowego i ludności cywilnej. Tak np. jest z Władysławem Skrzypkiem, który dopuszczał się zbrodni na żołnierzach AK i NSZ, a został zabity przez brata żołnierza NSZ. Kolejnym przykładem są Jan Płowaś, Stefan Staręgowski i Edward Płowaś, którzy zostali uduszeni powrozami przez Żydów za działalność bandy Grzegorza Korczyńskiego.